# 青木義脩
青木 義脩（あおき ぎしゅう、1943年 - ）は、日本の考古学者。

## 来歴・人物
栃木県生まれ。明治大学文学部で考古学を専攻。埼玉県の浦和市教育委員会で文化財保護行政を担当。浦和市市史編纂に携わり、数々の発掘調査を行い、「見沼通船堀」復元を手がけた。日本考古学協会、埼玉地方史研究会等会員。

## 著書
- 『氷川女体神社』 (浦和歴史文化叢書 浦和市郷土文化会 1975年
- 『玉蔵院』 (浦和歴史文化叢書 浦和市郷土文化会 1977年 改訂版 (浦和歴史文化叢書 浦和郷土文化会 編. さきたま出版会 2002年
- 『浦和の歴史と文化を知る本』さきたま出版会 1982年
- 『清泰寺 浦和』吉口法幸写真 さきたま出版会（さきたま文庫） 1989年
- 『吉祥寺 浦和』文・写真 さきたま出版会（さきたま文庫） 1991年
- 『浦和を知る事典 増補』さきたま出版会 1991年
- 『調神社 浦和』文・写真. さきたま出版会（さきたま文庫） 1995年
- 『さくら草 歌集』短歌新聞社（歩道叢書） 2000年
- 『さいたま市地名の由来 地名からわかること』幹書房 2013年
- 『さいたま市の歴史と文化を知る本』さきたま出版会 2014年
- 『井澤弥惣兵衛為永 見沼新田開発指導者その人と事績 (野外研叢書） 野外調査研究所 2015年
- 『紀州鷹場 埼玉県南にあった紀伊徳川家の鷹場』（野外研叢書） 野外調査研究所 2016年

### 編共著
- 『写真集明治大正昭和浦和 ふるさとの想い出277』編 国書刊行会 1983年
- 『日光御成道分間延絵図 第2巻  鳩ケ谷 大門』解説 東京美術 1988年
- 『埼玉ふるさと散歩 浦和市・与野市』丹治健蔵共著 さきたま出版会（さきたま双書） 1992年
- 『埼玉ふるさと散歩 さいたま市』秋葉一男共編 さきたま出版会 2003年